# Demon Records
Demon Records — британський лейбл звукозапису, створений 1980 року.
Засновниками компанії Demon Records стали Джейк Рів'єра та Ендрю Лаудер. У Рів'єри до цього був неабиякий досвід керування лейблами звукозапису, адже з 1977 по 1980 роки він послідовно створив чотири компанії: Stiff, Radar, F-Beat та, нарешті, Demon Records. Спочатку лейбл видавав поодинокі сингли таких виконавців, як Subterraneans та Department S, але згодом став видавати альбоми більш відомих артистів, серед яких британські автори-виконавці Елвіс Костелло та Нік Лоу, а також американський блюзмен Роберт Крей. Саме на Demon Records розпочали свою музичну кар'єру британські виконавці The Shamen, Пол Брейді та Крісті Мур.
Для випуску перевидань архівних альбомів було засновано дочірню компанію Edsel Records. Окрім цього, Demon Records співпрацювали з декількома зарубіжними компаніями, зокрема з американським лейблом соул-музики Hi Records. 1998 року Demon Records було продано рітейл-компанії Kingfisher і об'єднано з їхнім лейблом Westside Records. У 2000 році Demon Records стали частиною Demon Music Group, маркетингової компанії, що належала BBC Studios.